# Eladio Herrera Segovia
Eladio Enrique Herrera Segovia (La Serena, IV Región de Coquimbo, Chile, 13 de julio de 1984) es un exfutbolista chileno y jugaba de defensa.

## Trayectoria
Se formó en las divisiones inferiores de Coquimbo Unido llegando a debutar en el primer equipo en el 2002 permaneciendo en este durante siete años donde consiguió disputar una final que perdería a manos de Unión Española.
Tras descender con su club formador pasó a formar parte de Deportes Puerto Montt. En Puerto Montt se convirtió en uno de los mejores defensas de la Primera B, llegó a ser el capitán de la escuadra en algunas ocasiones, además de haber anotado un gran golazo desde fuera del área por el cual se le será recordado en ese club. En el 2010 se convirtió en el tercer goleador del cuadro salmonero con seis goles abriéndosele una opción de partir a la Universidad de Concepción junto con su técnico Jaime Vera pero finalmente permanecería en el cuadro de la décima región.
A fines del 2011 pese a haber renovado con su club esto queda en nada y parte al Santiago Wanderers a pedido de Arturo Salah y de Héctor Robles quien fuera su compañero de equipo en Coquimbo Unido.
Deja el club porteño al no ser tomado en cuenta por el técnico Ivo Basay y llega al Club Deportes Iquique, a petición del técnico de los nortinos Jaime Vera, para el campeonato nacional 2013-2014. Siendo ésta su última temporada en el fútbol activo, dedicado hoy a una escuela de fútbol llamada "Real Santos La Serena".

## Clubes
| Club                  | País  | Año       |
| --------------------- | ----- | --------- |
| Coquimbo Unido        | Chile | 2002-2007 |
| Deportes Puerto Montt | Chile | 2008-2011 |
| Santiago Wanderers    | Chile | 2012-2013 |
| Club Deportes Iquique | Chile | 2013-2014 |

## Palmarés

### Campeonatos nacionales
| Título     | Club             | País  | Año     |
| ---------- | ---------------- | ----- | ------- |
| Copa Chile | Deportes Iquique | Chile | 2013-14 |